# ألكسندر شولتز
ألكسندر شولتز هو منافس ألعاب قوى روسي، (و. 1892م).

## وصلات خارجية
- ألكسندر شولتز على موقع الاتحاد الدولي لألعاب القوى (الإنجليزية)
- ألكسندر شولتز على موقع أوليمبيديا (الإنجليزية)